# أميرة (ممثلة)
كريمة علي، وتعرف فنياً باسم أميرة (مواليد 18 يوليو 1945) هي راقصة وممثلة مصرية قدمت العديد من الأدوار الثانوية خاصة أدوار الفتاة اللعوب، بدأت مشوارها الفني في عام 1964 في فيلم مع الناس ووصلت أعمالها الفنية إلى ما يقرب من 30 عمل.
من أدوارها دور "أحلام"، شقيقة عبد الحليم حافظ في أبي فوق الشجرة.

## حياتها المبكرة
ولدت أميرة في كفر الشيخ عام 1945، عملت راقصة بفرقة عاكف للفنون الشعبية ثم عملت في فندق هيلتون النيل واشتهرت باسم "زهور" لكن بعض السائحين الأجانب اشتكوا من صعوبة نطق اسمها وطلبت إدارة الفندق منها تغيير اسم شهرتها. أطلقت إدارة الفندق عليها اسم "أميرة". توالت عليها العروض بعد ذلك من الفنادق والملاهي الليلية الشهيرة، وسافرت إلى دول أوروبية لتقديم فقرات راقصة في بلجيكا، سويسرا، هولندا، إيطاليا، وقد بدأت في تلك المرحلة التفكير في خوض تجربة التمثيل لضمان الاستمرار وقد تلقت دروس الإلقاء على يد عبد الوارث عسر، وشاركت في أفلام عدة مثل أفراح، زوجة غيورة جدًا، وأنا وزوجتي والسكرتيرة، ثم توقفت عن التمثيل بعد زواجها من أحد رجال أعمال وإنجابها طفلها طارق، ولكن الحنين إلى الرقص والتمثيل راوضها من جديد ما أدى إلى انفصالها عن زوجها.

## أعمالها

### أفلام
- 1964: مع الناس
- 1966: رحلة السعادة
- 1967: بيت الطالبات
- 1968: أفراح
- 1969: زوجة غيورة جدا
- 1969: أبي فوق الشجرة
- 1970: نحن لا نزرع الشوك
- 1970: بنت الشيخ
- 1970: برج العذراء
- 1970: باحبك يا حلوة
- 1970: أنا وزوجتي والسكرتيرة
- 1970: الأشرار
- 1971: يمكنك أن تفعل الكثير بسبع نساء
- 1971: البيوت أسرار
- 1972: إمتثال
- 1973: شمس وضباب
- 1974: فى الصيف لازم نحب
- 1974: شبح الماضي
- 1975: مين يقدر على عزيزة
- 1975: ممنوع في ليلة الدخلة
- 1975: مجانين بالوراثة
- 1975: شبان هذه الأيام
- 1975: شاطئ العنف
- 1975: احترسي من الرجال يا ماما
- 1976: نبتدى منين الحكاية
- 1976: توحيدة
- 1977: مع حبي وأشواقي
- 1977: سري جداً
- 1977: زهرة البنفسج
- 1977: ابنتي والذئب
- 1988: حظ من السماء
- 1991: القانون لا يعرف الحب

### مسلسلات
- 1969: الانتقام
- 1990: مخلوق اسمه المرأة
- 1990: رأفت الهجان الجزء الثاني

## وصلات خارجية
- أميرة على موقع قاعدة بيانات الأفلام العربية